# Julius Ambrosch
Joseph Julius Athanasius Ambrosch (* 18. Dezember 1804 in Berlin; † 29. März 1856 in Breslau) war ein deutscher Klassischer Philologe und Archäologe. Während der Deutschen Revolution 1848/1849 saß er in der Frankfurter Nationalversammlung.

## Leben
Julius Ambrosch war der Sohn des Sängers und Komponisten Josef Karl Ambrosch. Nach dem Abitur am  Friedrich-Wilhelms-Gymnasium (Berlin) studierte er zunächst Philologie bei August Boeckh und Philipp Buttmann. 1829 wurde er an der Friedrich-Wilhelms-Universität Berlin zum Dr. phil. promoviert. Durch Vermittlung des preußischen Botschafters in Rom Christian Karl Josias von Bunsen erhielt er das Stipendium Preukianium und arbeitete zwischen 1830 und 1833 am Deutschen Archäologischen Institut in Rom. Er befasste sich dabei vor allem mit Handschriftenstudien. Insbesondere arbeitete er an einer Ausgabe des Dionysios von Halikarnassos, die aber nie vollendet wurde. Außerdem beschäftigte sich Ambrosch mit topographischen Forschungen. Bei Eduard Gerhard lernte er das archäologische Arbeiten. Nach seiner Rückkehr habilitierte er sich 1833 in Berlin.
Die Schlesische Friedrich-Wilhelms-Universität Breslau berief ihn 1834 als außerordentlichen und 1839 als ordentlichen Professor für Philologie und Archäologie. Ambrosch arbeitete vor allem über die römische Religionsgeschichte sowie zur Topographie und Stadtgeschichte Roms. Ambroschs Arbeiten gelten als wichtige Vorarbeiten für die umfassenden Darstellungen Marquardts und Georg Wissowas.
Zu Zeiten der Märzrevolution wurde Ambrosch auch politisch aktiv. So war er Mitbegründer des Vaterländischen Vereins und Konstitutionellen Zentralvereins in Breslau, Mitherausgeber der Wochenzeitung Der Landbote und später Redakteur des Allgemeinen Schlesischen Sonntagsblatts. Ambrosch wurde 1848 in die Frankfurter Nationalversammlung gewählt. Er gehörte den Fraktionen Casino und Pariser Hof sowie dem Ausschuß für die Kirchen- und Schulangelegenheiten an. Sein Nachfolger wurde Carl Arthur von Wrochem (1809–1872).
1849/50 war er Rektor der Universität Breslau.
Ambrosch war Mitglied der Freimaurerloge Friedrich zum goldenen Zepter in Breslau. Er starb mit 51 Jahren.

## Schriften (Auswahl)
- De Charonte Etrusco commentatio antiquaria. Breslau 1837